# Edmundas Rimša
Edmundas Antanas Rimša ( * 15 de diciembre de 1948 (76 años) en Skirai, Rokiškis distrito) historiador lituano, especialista en heráldica, sfragistics y genealogía. 

## Biografía
En 1977 terminó los estudios de Historia en la Universidad de Vilnius. Trabajó en el Ministerio de Cultura lituano. Desde 1981 empezó a trabajar en el Instituto de Historia Lituana. En 1993 consiguió Ph.D. con su tesis doctoral "Escudo de Armas en la historia de las ciudades Lituanas". Desde 1991 enseñó en la Universidad de Vilnius y entre 1995-1998 en la Universidad Vytautas Magnus. Rimša trabaja como consultor en la Academia de Bellas Artes de Vilnius, como experto en el Banco de Lituania en el grupo de diseño de monedas. 
Edmundas Rimša es miembro del consejo de redacción "Lietuvos istorijos metraštis" (Anales históricos lituanos) y Museo nacional lituano "Numizmatika". Es miembro de la Asociación Heráldica de Polonia y también es presidente de la Comisión heráldica lituana. 

## Premios
Fue premiado con la cruz de caballero de la Orden del Gran Duque Gediminas de Lituania por su libro "Lietuvos Didžiosios Kunigaikštystės miestų antspaudai". 

## Trabajos importantes
Rimša ha publicado más de 70 artículos científicos y más de 100 artículos generales.

### Libros
1. Heraldika. Iš praeities į dabartį, 2004, 184 p. Traducido al inglés como (Heraldry: Past to present en 2005)
2. Kauno miesto herbas XV–XX a. 1994
3. Lietuvos Didžiosios Kunigaikštystės miestų antspaudai. 1999, 765 pp.
4. Lietuvos heraldika, vol. 1–2, recopilado por E. Rimša,1998–2004 (192 y 240 pp.)
5. Lietuvos miestų istorijos šaltiniai, vol. 1–2, recopilado por Z. Kiaupa ir E. Rimša, 1988–1992 (166 y 208 pp.)
6. The Heraldry of Lithuania, recopilado y ordenado por E. Rimša, Vilnius: Baltos lankos, 1998, bk. 1, 192 pp.
7. Lietuvos Metrika. Knyga Número 556: (1791–1792); Viešųjų reikalų knyga 35, por A. Baliulis, R. Firkovičius, E. Rimša, 2005, 200 pp.